# Ione Borges
Ione Borges (São Paulo, 15 de dezembro de 1951) é uma apresentadora e ex-modelo brasileira. Na década de 1960 se tornou uma das principais modelos brasileiras, ingressando na carreira de apresentadora em 1972.

## Carreira
Ione começou a carreira em 1963, aos 12 anos, participando dos programas infantis Grande Gincana Kibon e Programa Pullman Junior, ambos da Rede Record, como caloura nos quadros de talentos musicais, inspirada por seu pai que era músico. Em 1964 começou a trabalhar como modelo, ganhando reconhecimento como manequim – modalidade especializada em modelagem para ensaios fotográficos de revistas e publicidade. Logo no início da carreira tornou-se garota-propaganda da Clipper e, em 1969, foi contratada pela maior concorrente da grife, a Mappin, onde ficaria por dez anos. Em 1971 participou da novela Meu Pedacinho de Chão, da Rede Globo, como Rosinha. Em 1972 integrou os filmes Vozes do Medo, como Cássia, e O Jeca e o Bode, como Jandira, uma camponesa que se interessa por rapaz da cidade grande. No mesmo ano assinou com a TV Gazeta e passou a comandar um quadro de moda dentro do programa Clarice Amaral em Desfile, mostrando semanalmente um desfile com peças da Mappin. Em 1973 se tornou apresentadora do Festival Interno do Colégio Objetivo (FICO), um festival de música realizado anualmente no Teatro Record com Rita Lee e Chico de Assis como jurados, o qual comandou por três edições.
Em 1978 pediu demissão do Mappin para montar sua própria grife, onde estreou como estilista, porém a empresa fez uma proposta para que ela continuasse contratada, visando seu sucesso com o público, deixando o trabalho como garota-propaganda e sendo promovida à coordenadora de moda e relações públicas, o que não contrastaria com seu trabalho próprio. Com sua própria grife, Ione lançou apenas quatro coleções, encerrando as atividades dois anos depois quando recebeu uma proposta de promoção na Gazeta. Em 1980, depois de oito anos comandando os desfiles de moda, é convidada para apresentar seu próprio programa após a saída de Clarice Amaral. Em 22 de setembro estreia ao lado Ângela Rodrigues Alves no Mulheres, passando a dividir a apresentação com Claudete Troiano três meses depois, formando dupla por dezesseis anos. Como o programa era diário, Ione teve que fechar sua grife apenas dois anos depois do lançamento pela falta de tempo disponível. Em 1996 passa a apresentar sozinha o programa Mulheres. Em 1999 deixa o programa Mulheres  após dezenove anos e estreia no horário nobre um programa semanal, comandando o talk show Ione com entrevistas, desfiles e música, o qual ficou no ar até agosto de 2002. Em setembro de 2002, com o fim de seu talk show, começa a apresentar o programa Pra Você, diariamente nas manhãs, sendo nos mesmos moldes do Mulheres. Em 13 de julho de 2009 troca o Pra Você pelo Manhã Gazeta, no mesmo horário e com o mesmo molde, dividindo o comando novamente com Claudete Troiano, repetindo a parceria de trinta anos antes.
Em 25 junho de 2010 Ione pediu demissão da Gazeta, alegando que estava estava cansada da rotina e precisava cuidar dos problemas nas cordas vocais. Apesar disso a Gazeta decidiu manter Ione com um contrato vitalício, mesmo fora do ar, em respeito aos 40 anos que passou trabalhando ininterruptamente na emissora. Desde 2010 Ione fez apenas duas breves aparições: em 2014 cobrindo as férias de uma semana de Ronnie Von no Todo Seu e em 23 de setembro de 2020 na edição comemorativa de 40 anos do Mulheres.

## Vida pessoal
Ione se casou com o empresário francês Jean François em 1993. Se formou em jornalismo pela Fundação Cásper Líbero.

## Filmografia

### Televisão
| Ano     | Título                    | Cargo / Personagem        | Nota                          |
| ------- | ------------------------- | ------------------------- | ----------------------------- |
| 1963    | Grande Gincana Kibon      | Participante              | Quadro: "Calouros"            |
| 1964    | Programa Pullman Junior   | Participante              | Quadro: "Calouros"            |
| 1971    | Meu Pedacinho de Chão     | Rosa de Freitas (Rosinha) |                               |
| 1972–80 | Clarice Amaral em Desfile | Colunista                 |                               |
| 1980–99 | Mulheres                  | Apresentadora             |                               |
| 1999–02 | Ione                      | Apresentadora             |                               |
| 2002–09 | Pra Você                  | Apresentadora             |                               |
| 2009–10 | Manhã Gazeta              | Apresentadora             |                               |
| 2014    | Todo Seu                  | Apresentadora especial    | Episódios: "13–17 de janeiro" |
| 2020    | Mulheres                  | Apresentadora especial    | Episódio: "23 de setembro"    |

### Cinema
| Ano  | Título          | Personagem |
| ---- | --------------- | ---------- |
| 1972 | Vozes do Medo   | Cássia     |
| 1972 | O Jeca e o Bode | Jandira    |